# مزدوجات الأرجل الفصية
مزدوجات الأرجل الفصية (الاسم العلمي: Artiopoda)، مجموعة منقرضة من مفصليات الأرجل التي تضم ثلاثيات الفصوص وأقاربها المقربين. انشأ هذه المجموعة العالم "هو وبيرجستروم" في عام 1997 لتشمل مجموعة متنوعة من المفصليات التي كانت تُنسب تقليديًا إلى "ثلاثيات الفصوص الشكل". ثلاثيات الفصوص هي أفضل الأعضاء المسجلة والأكثر تنوعًا وطول العمر في مجموعة الفرع الحيوي، ويرجع ذلك جزئيًا إلى وفرة النتائج بسبب هياكلها الخارجية المعدنية. وتعرف الأعضاء الأخرى التي تفتقر إلى الهياكل الخارجية المعدنية من رواسب العصر الكمبري.